# Rue Henri-Barbusse (Paris)
Pour les articles homonymes, voir Rue Henri-Barbusse.
La rue Henri-Barbusse est une voie des 5e et 14e  arrondissements de Paris, située dans les quartiers du Val-de-Grâce et Montparnasse.

## Situation et accès
La rue Henri-Barbusse est desservie par la ligne B du RER à la gare de Port-Royal et à la gare du Luxembourg.

## Origine du nom

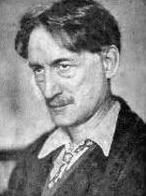
Henri Barbusse.

Elle est nommée en 1946 en l'honneur de l'écrivain Henri Barbusse (1873-1935), auteur notamment d'un ouvrage intitulé L'Enfer.

## Historique
En 1946, la rue Denfert-Rochereau (nom donné en 1879 à la partie de la rue d'Enfer non incorporée au boulevard Saint-Michel) est divisée en deux sections :
- au nord de l'avenue de l'Observatoire, elle devient « rue Henri-Barbusse » ;
- au sud de l'avenue, elle devient « avenue Denfert-Rochereau ».

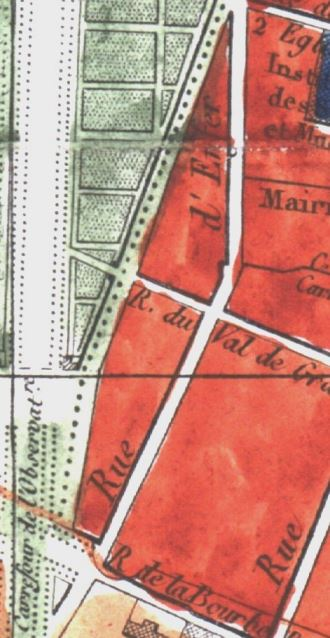
Rue d'Enfer - plan de Paris d'Ambroise Tardieu - 1839.

## Bâtiments remarquables et lieux de mémoire
- no 2 : (ayant pour autre adresse le 107, boulevard Saint-Michel) : immeuble datant de la première moitié du XIXe siècle[2].
- nos 3-7 : mur de clôture en fond de parcelle de Institut national des jeunes sourds (INJS) établi ici depuis 1794 et dont l'entrée principale est située rue Saint-Jacques (no 254). Au no 3, se trouve le regard des eaux d'Arcueil pour l'Institut des sourds-muets.
- no 8 (ayant pour autre adresse le 113, boulevard Saint-Michel) : bas-relief à hauteur du premier étage, représentant une scène de guerre grecque. C'est l'ancienne demeure parisienne de Prosper Blanchemain (1816-1879) puis de son fils Paul Blanchemain (1844-1924). Leurs initiales ornent le haut de la porte cochère.

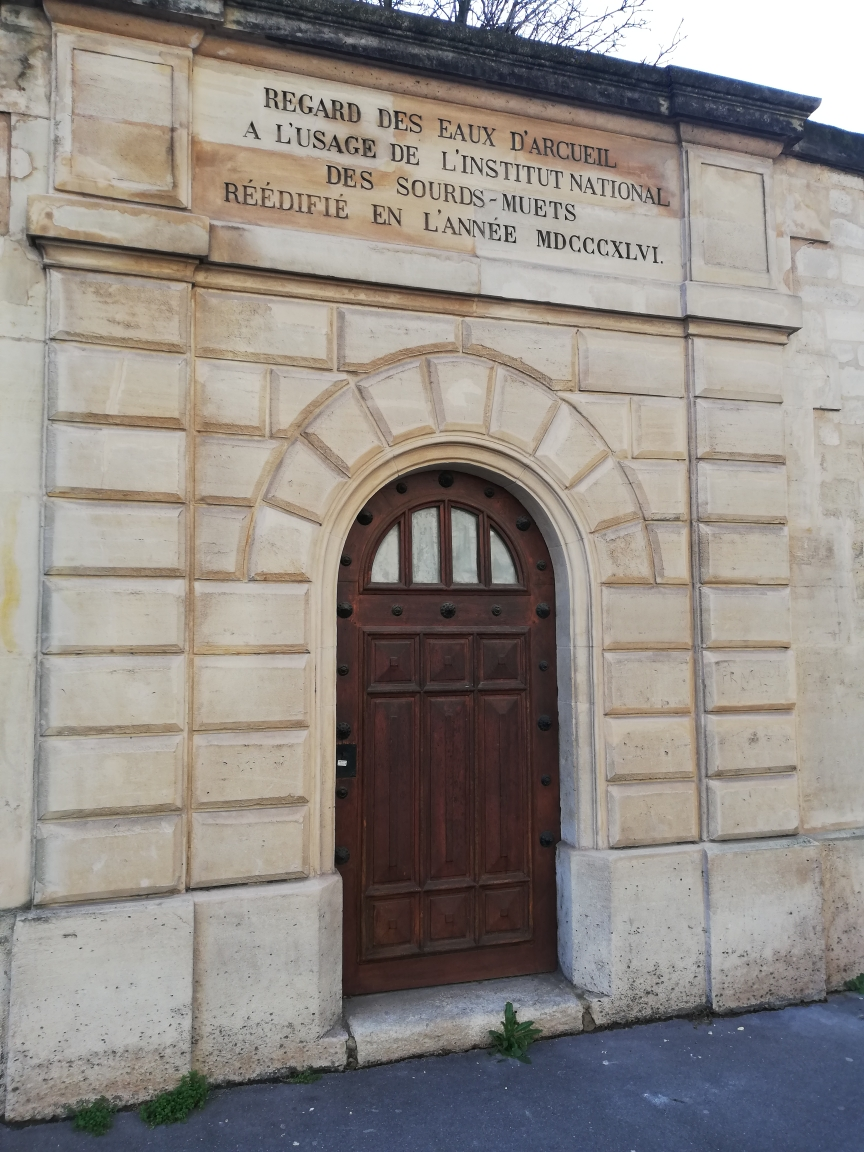
No 3 : regard des eaux d'Arcueil pour l'Institut des sourds-muets.
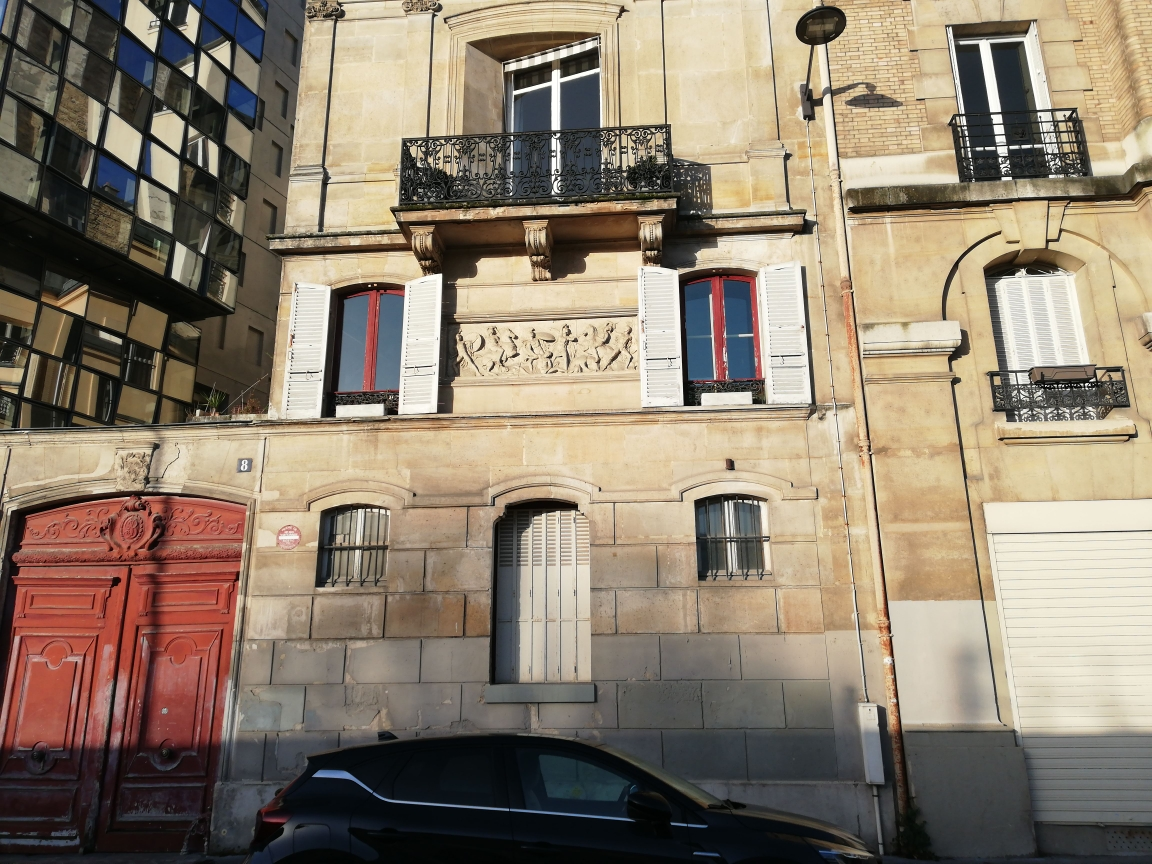
No 8 : vue de la maison avec le bas-relief.
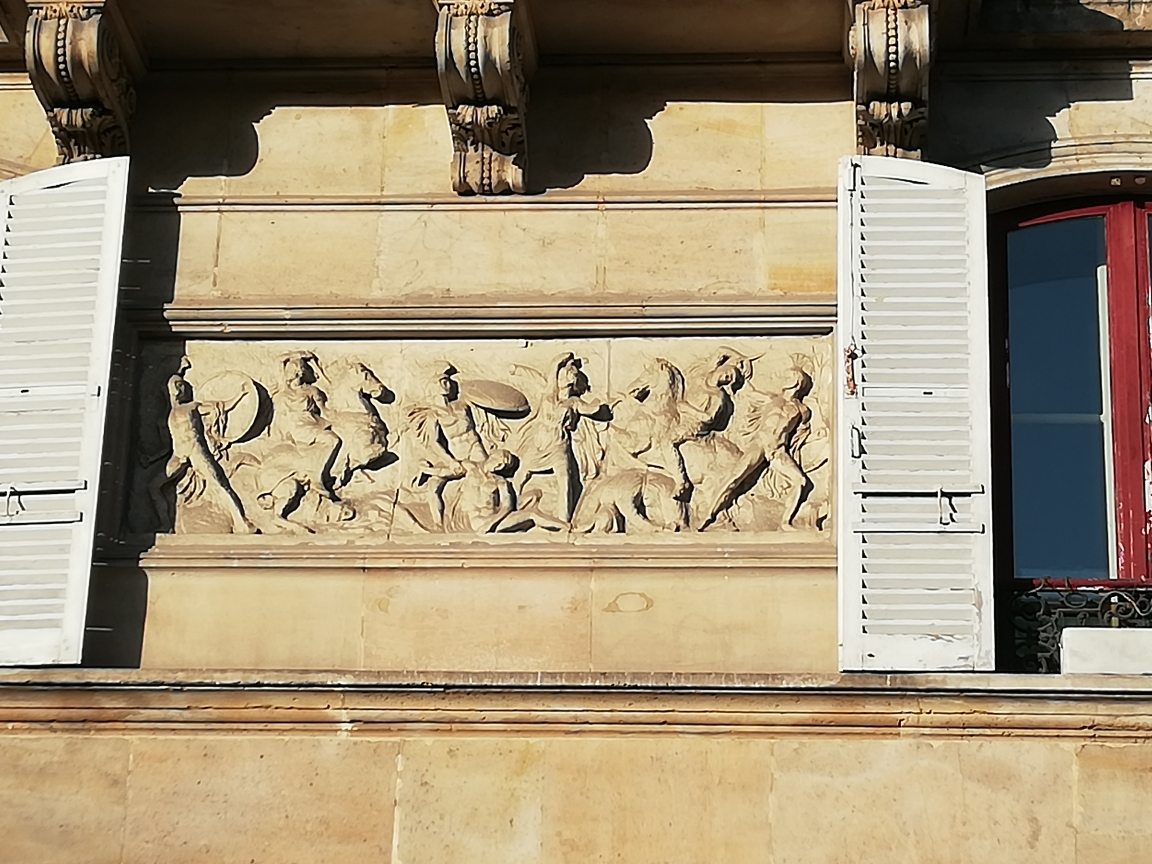
No 8 : le bas-relief.

- no 10 (ayant pour autre adresse le 115, boulevard Saint-Michel) : emplacement d'une ancienne maison datant du XIXe siècle, démolie en 2018, qui fut le lieu de vie et de travail de nombreux artistes. La parcelle doit accueillir le futur Centre culturel marocain (voir 115, boulevard Saint-Michel).
- no 17 : lycée Lavoisier.

Au même numéro : ancienne demeure du sculpteur François Rude (1784-1855). Il s'y installa avec son épouse Sophie, née Frémiet (1797-1867) en 1826, alors que la rue était encore dénommée rue d'Enfer, et y mourut en 1855 (plaque). La maison comporte un seul niveau sous des combles à lucarnes. Elle est inscrite depuis 1990 aux monuments historiques.
- no 33 : le peintre Kees van Dongen avait ici, dans l'ancienne rue Denfert-Rochereau, son atelier de 1912-1917[4].
- no 37 : José Charlet (1916-1993), architecte, peintre, sculpteur et graveur, y vécut.
- La courte portion de la rue Henri-Barbusse qui est située dans le 14e arrondissement, au-delà du boulevard de Port-Royal, longe la maternité de Port-Royal de l'hôpital Cochin, sur l'ancien site de l'abbaye de Port-Royal de Paris.

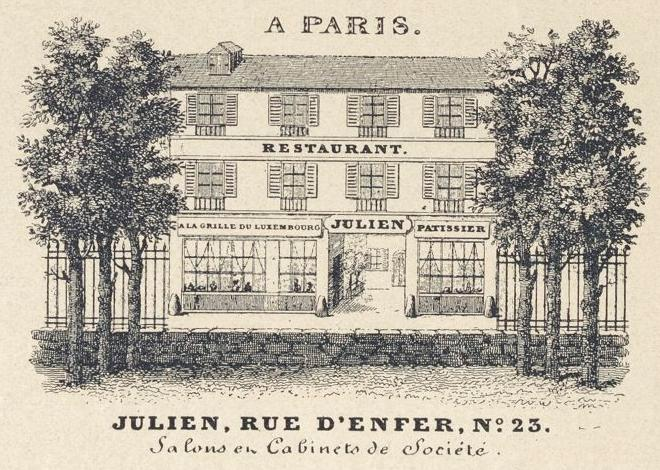
Carte-adresse du restaurant Julien et du pâtissier À la grille du Luxembourg, disparus, situés rue d'Enfer (années 1840).
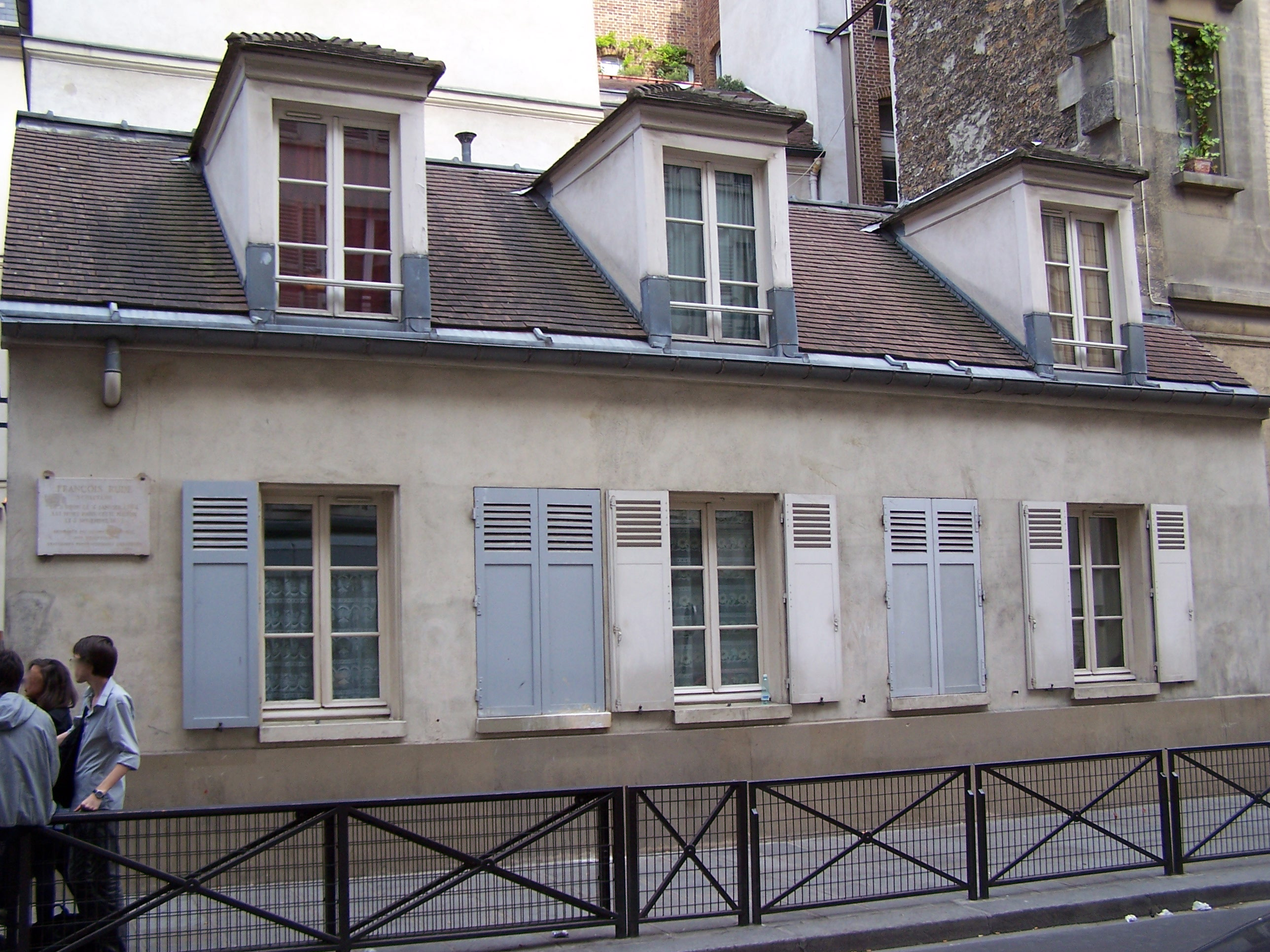
Maison du sculpteur François Rude.
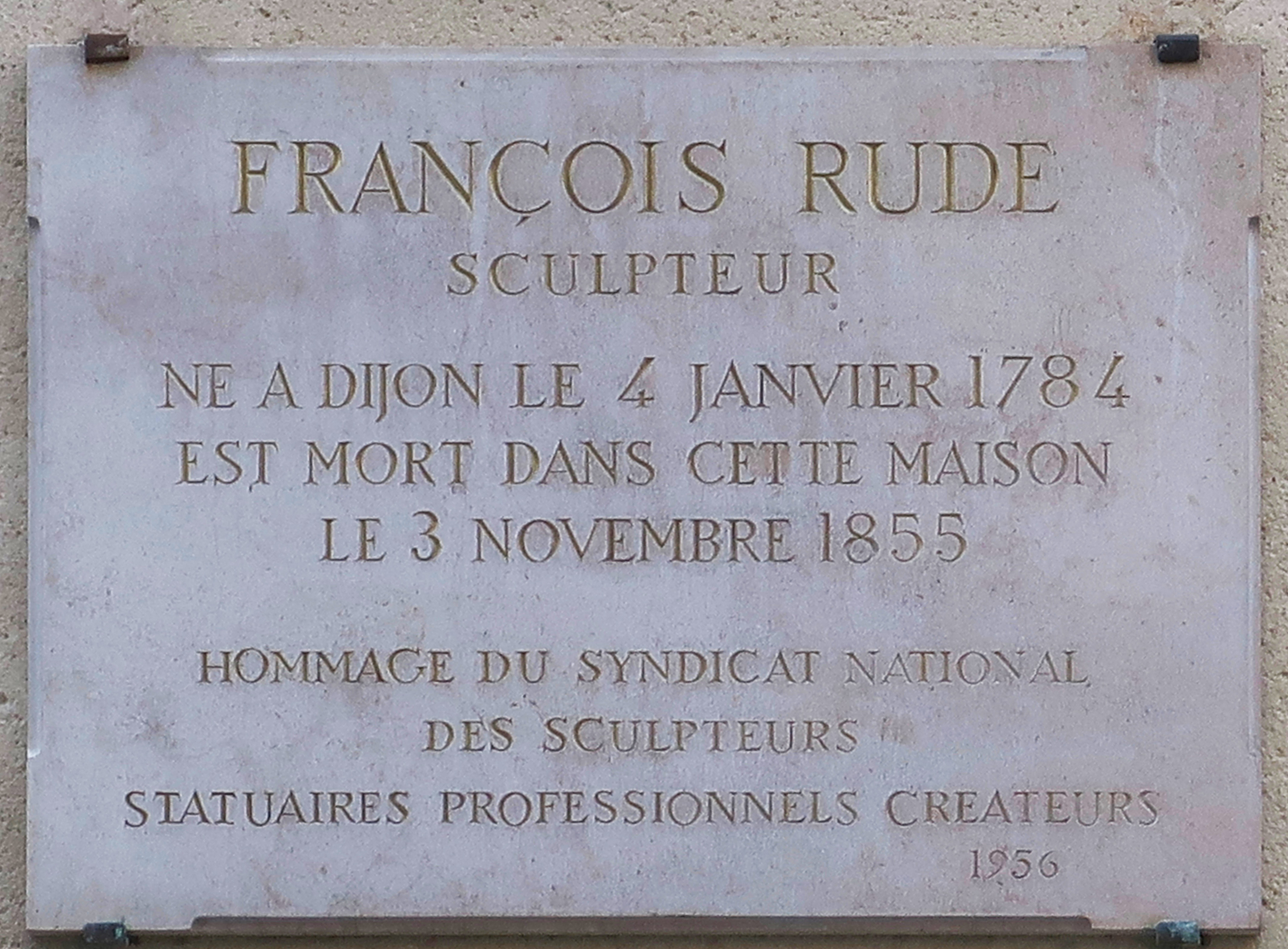
Plaque au no 17.
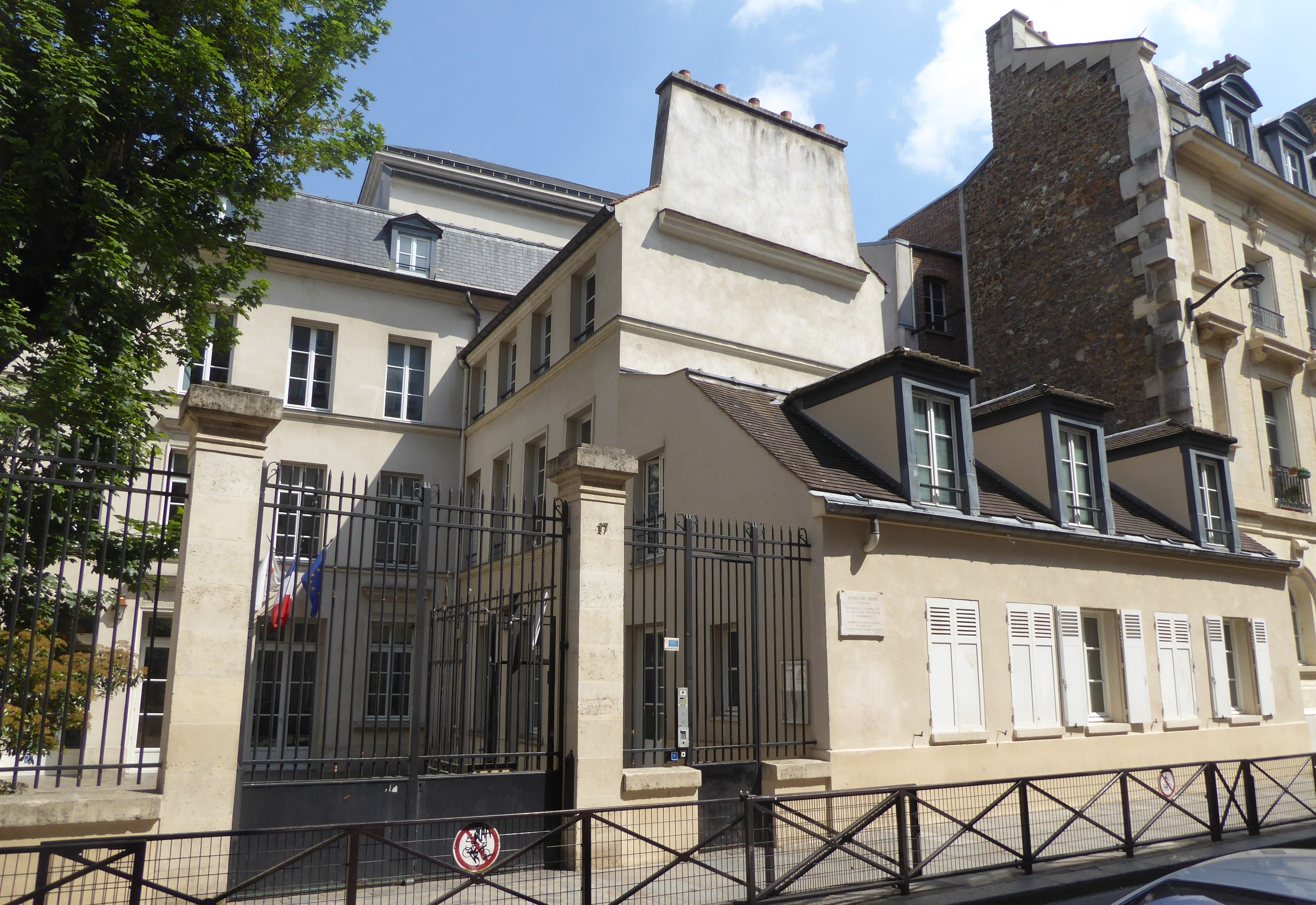
Collège Lavoisier.
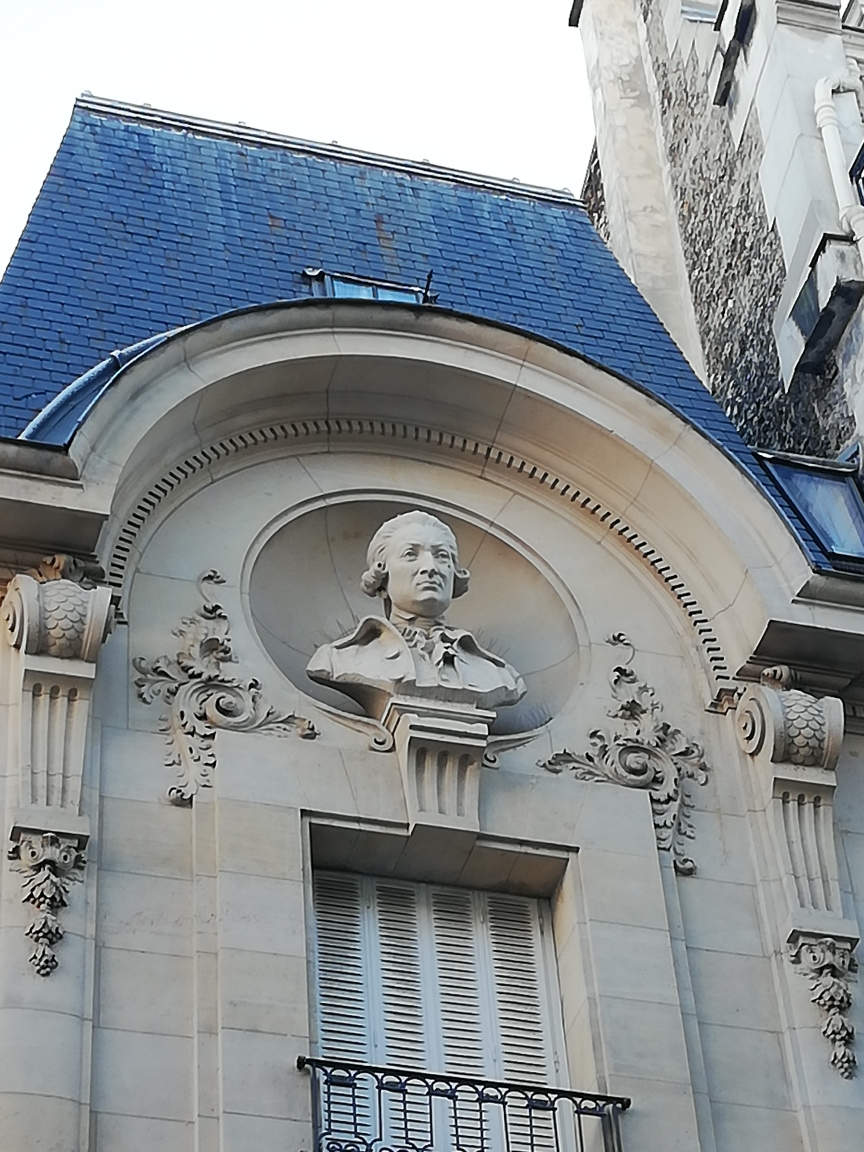
Statue de Lavoisier au no 19. Façade arrière du collège-lycée Lavoisier.
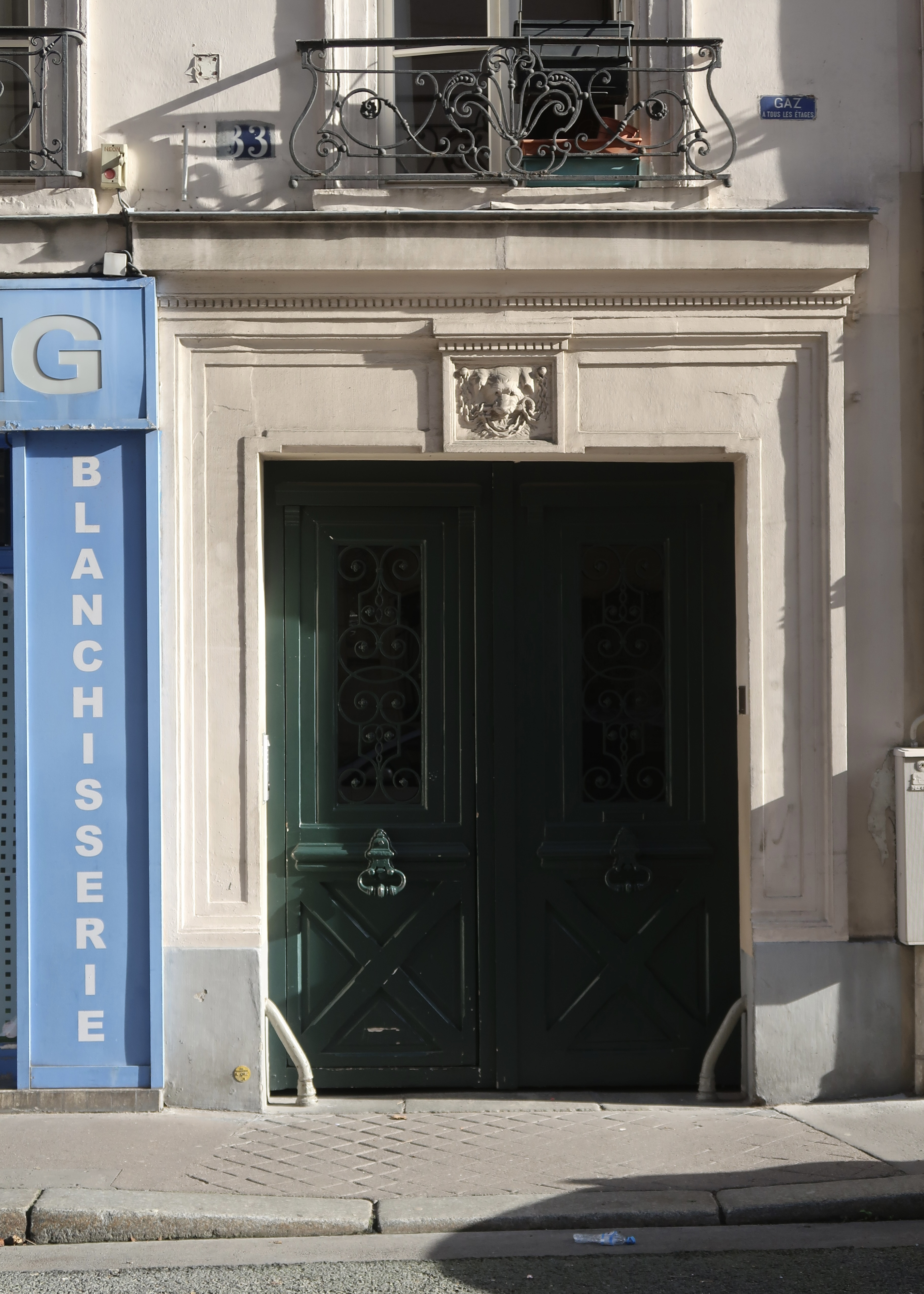
No 33.